# بوگوسواوا پاولتس
بوگوسواوا پاولتس (لهستانی: Bogusława Pawelec؛ زادهٔ ۲۲ ژوئن ۱۹۵۴) بازیگر اهل لهستان است. وی فارغ‌التحصیل رشته بازیگری از مدرسه ملی فیلم ووچ در سال ۱۹۷۸ است. از همکلاس‌های او در این هنگام می‌توان به آندژی شچتکو، یاتسک کومان و پیوتر اسکیبا اشاره کرد.
از فیلم‌ها یا مجموعه‌های تلویزیونی که وی در آن‌ها نقش داشته است، می‌توان به جادوگر جوان، بخت کور، سکسمیشن، ع چون عشق، در خیابان سپولنی، دو روی سکه، پیت‌بول، کمیسر آلکس، قانون حقیقی و فرابنفش اشاره نمود.
وی بابت مشارکت‌های فرهنگی-هنری‌اش، برندهٔ جایزهٔ مدال نقرهٔ گلوریا آرتیس و مدال برنز گلوریا آرتیس شده است.